# Zelico Petrovic
Zelico Petrovic (Pola, 14 aprile 1948) è un ex calciatore jugoslavo naturalizzato italiano di etnia croata, di ruolo portiere.

## Carriera
Cresciuto nelle giovanili del Novara dopo essere stato prelevato dall'Istria, come portiere titolare della squadra "Berretti" della società piemontese, ha vinto il campionato di categoria nella stagione 1969-70. Successivamente ha disputato 267 incontri in Serie B difendendo i pali di Novara, Catania, Taranto e Rimini. Durante la stagione 1978-79, difendendo la porta tarantina stabilisce il suo record d'imbattibilità con 846 minuti. Chiude la carriera vestendo la maglia della Società Sportiva Cosmos, squadra sammarinese all'epoca militante in Promozione.

## Palmarès

### Competizioni giovanili
- Campionato Nazionale Dante Berretti: 1

Novara: 1969-1970 (Torneo Serie C)

### Competizioni nazionali
- Campionato italiano Serie C: 1

Catania: 1974-1975 (girone C)